# Superheroes of BMX
A Superheroes of BMX a Mogwai egy, a 4 Satin albumon szereplő dala, amely felkerült az EP+6 és a Government Commissions: BBC Sessions 1996–2003 válogatáslemezekre is.

## Leírás
A szám teljesen instrumentális. A teljes játékidő alatt hallható egy Bontempi orgona, az elektronikus dobszólót pedig a BOSS DR-550 Dr. Rhythm dobgépe biztosítja. Az élő verzió szerepel a Government Commissions: BBC Sessions 1996–2003 lemezen. A sistergő hang a Robotzsaru egy részlete. mely a Recording of Mr Beast dokumentumfilmben is látható. A számnak Dominic Aitchison után eredetileg Dominic lett volna a címe.
A Bloc Party együttes egyszer „Superheroes of BMX” néven játszott.
A Tracy dalukhoz hasonlóan ez a szám is egy telefonhívással kezdődik: a beszélgetés Stuart Braithwaite és egy barátja, David Jack között zajlik; a beszéd a teljes időtartam alatt hallható. A hívás alatt egy elektronikus dobszólam játszódik. A 18. másodpercben egy orgona csatlakozik A-dúrban, majd D-mollban játszva, és ezt a dal végéig ismételve. Az orgonát túlharsogja a szintetizátor és a gitár, időnként pedig sistergő hang hallható. 1:56-tól 2:30-ig az akusztikus dobok szólalnak meg, melyeket később újra az elektronikus társaik váltanak fel. 3:53-nál torz gitárszóló kezdődik, amelyet a kórus beszéde kísér. Ezek fokozatosan csendülnek fel és némulnak el; közvetlen a dal vége előtt erőszakosan szólalnak meg, majd a szám hirtelen véget ér.

## Közreműködők

### Mogwai
- Stuart Braithwaite, John Cummings – gitár
- Dominic Aitchison – basszusgitár
- Martin Bulloch – dob

### Más zenészek
- David Jack – monológ

### Gyártás
- Andy Miller – producer, keverés

## Fordítás
Ez a szócikk részben vagy egészben  a   Superheroes of BMX című angol Wikipédia-szócikk ezen változatának fordításán alapul.  Az eredeti cikk szerkesztőit annak laptörténete sorolja fel. Ez a jelzés csupán a megfogalmazás eredetét és a szerzői jogokat jelzi, nem szolgál a cikkben szereplő információk forrásmegjelöléseként.